# Efkan Ala
Efkan Ala (prononcé [ɛf.'kɑn ɑ:.'ɫa:], né en 1965 dans le district d'Oltu, dans la province d'Erzurum) est un homme politique turc.

## Biographie
Après des études secondaires dans un lycée İmam hatip, il obtient en 1987 une licence en administration publique à l'université d'Istanbul et un master d'économie à l'université technique de la Mer Noire.
De 1988 à 2007 il occupe plusieurs postes de sous-préfet, de préfet adjoint et de préfet.
En 2007 il intègre le ministère de l'Intérieur comme sous-secrétaire d'État, et est nommé en 2013 à 2015 ministre de l'Intérieur des gouvernements Erdoğan III et Davutoğlu I.
Après les élections législatives turques de juin 2015 il est élu député d'Erzurum sur les listes du Parti de la justice et du développement (AKP). Il sera réélu député aux élections législatives turques de novembre 2015 dans la circonscription de Bursa.
Efkan Ala retrouve son poste au ministère de l'Intérieur du gouvernement Davutoğlu III le 24 novembre 2015 et démissionne le 31 août 2016 sous le gouvernement Yıldırım.